# Дубока држава у Турској
Дубока држава (тур. derin devlet) наводно је скупина утицајне антидемократске коалиције унутар турског политичког система, сачињена од елемената на високом нивоу унутар обавјештајних служби (домаћих и страних), турских оружаних снага, безбзбједоносних снага, правосуђа и мафије. Појам „дубока држава” је сличан појму „држава у држави”. За оне који вјерују у њено постојање, политичка агенда дубоке државе подразумјева оданост национализму, корпоративизму и државним интересима. Насиље и друга средства притиска историјски су била присутна у великој мјери као прикривени начин манипулације политичке и привредне елите, како би се осигурало да посебни интереси буду испуњени у наизглед демократском оквиру. Бивши предсједник Сулејман Демирел каже да изглед и понашање (претежно војне) елите која чини дубоку државу и раде на томе да подрже националне интересе, обликоване према утврђеном вјеровању, које датира од пада Османског царства, да је земља увијек „на ивици”.
Идеологију дубоке држава исламисти виде као антиисламску и секуларистичку, Курди као антикурдску, а либералне демократе као антидемократску и антилибералну. Како је истао бивши предсједник Владе Булент Еџевит, разноврсна мишљења одражавају неслагање око онога што чини дубоку државу. Једно од објашњења је да „дубока држава” није савез, али јесте збир неколико скупина које антагонистички раде иза кулиса, свака у потрази за сопственом агендом. Друго објашњење побија намјештање дубоке државе према интересној мрежи и дефинише се као врста доминације засноване високој војној аутономији што омогућава да безбједоносни апарат може да прекине формалне демократске институције (у првом плану) употребљавајући sui generis репертоар неформалних институција (у позадини), нпр. пријетње пучом, аутократске клике, мафија, организовани криминал и корупција. Гласине о дубокој држави у Турској су раширене послије Еџевитовог мандата на мјесту предсједника Владе седамдесетих година 20. вијека, након откривања постојања турског дупликата италијанске операције Гладио, Контрагерила. Многи Турци, укључујући изабране политичаре, изњели су своја увјерења да „дубока држава” постоји.
У скорије вријеме, појам „дубока држава” се користи како би се описали политички систем у другим државама, као што су Египат и Сједињене Америчке Државе.